# أتسينا
 أتسينا هي قبيلة أمريكية أصلية متمركزة بشمال وسط مونتانا يبلغ عددهم 3682 نسمة حسب اٍحصاء 2000 م ويدينون بالمسيحية وديانات أخرى ويتكلمون اللغة الاٍنجليزية والأتسينا.

## الاسم
يعني اسم القبيلة (آنييه أو آنينين أو هآنينين» «شعب الطين الأبيض».
استخدم الفرنسيون مصطلح غروس فينتر، والذي تمت ترجمته بشكل خاطئ من لغة الإشارة. عُرفوا سابقًا باسم «غروس فينتر من البراري»، في حين كان يطلق على شعب هيداستا اسم غروس فينتر من ميسوري.
كان شعب بيغان بلاكفوت أعداء لغروس فينتر طيلة معظم التاريخ، وأطلقوا على شعب آنييه لقب «بييك-سيك-سي-نا)، التي تترجم إلى (أفاعي). حسب جمعية بيغان، فإن الاسم المعاصر الذي يطلقه شعب بيغان على غروس فنتر هو أسيني، وتعني «البطون الكبيرة»، والتي تشبه التسمية المترجمة زورًا التي طبقها الفرنسيون. تُترجم أستينا، وهي كلمة بيغانية، بشكل حرفي إلى «شعب الأحشاء» أو «مثل الكري». يلزم الاسم مزيد من التوضيح. بعد انقسام الشعوب، أطلق عليهم شعب أرباهاو، الذين اعتبروهم أقل منزلة، اسم «هيتونينا»، والتي تعني «المتسولون». تشمل ترجمات أخرى للمصلح كلمات «الجوع»، و«الشلال»، و«البطون الكبيرة».

## التاريخ
يُعتقد أن جروس فينتريس عاشوا في منطقة البحيرات العظمى الغربية منذ 3000 عام حيث عاشوا أسلوب حياة زراعي حيث كانوا يزرعون الذرة. مع أسلاف الأراباهو شكلوا شعبًا واحدًا كبيرًا يتحدث لغة ألغونكويان عاش على طول وادي النهر الأحمر في شمال مينيسوتا حاليًا وفي مانيتوبا بكندا. [1] كانوا مرتبطين ارتباطًا وثيقًا بأسلاف شايان. كانوا يتحدثون لغة بيغ فينتر المنقرضة تقريبًا (Atsina) وهي لغة سهول ألغونكوية مماثلة لأقربائهم الأراباهو، وبالتالي تم تجميعهم كلغة أراباهو (أراباهو - أتينا). هناك أدلة على أنه، جنبًا إلى جنب مع فرق أراباهو الشمالية، تحدثت مجموعة قبلية جنوبية ستاتان لهجة بيساونينا التي كان لها متحدثون بين أراباهو الشمالية مؤخرًا في أواخر عشرينيات القرن الماضي.

### القرن ال18
في أوائل القرن الثامن عشر انقسمت القبيلة الكبيرة إلى قسمين وشكلت قبيلة جروس فينتريس وأراباهو. هؤلاء مع شايان كانوا من بين آخر من هاجروا إلى مونتانا بسبب ضغوط الأوجيبوي. بعد هجرتهم إلى مونتانا تحركت الأراباهو جنوبًا إلى منطقة وايومنغ وكولورادو. هاجر الشايان الذي هاجر مع جروس فينتري وأراباهو أيضًا فصاعدًا. تم الإبلاغ عن أن جروس فينتريس يعيشون في مجموعتين قبليتين شماليتين جنوبيتين - ما يسمى بهنود الخريف (المجموعة الكندية أو الشمالية) المكونة من 260 تيبي (2500 نسمة) التي تم تداولها مع شركة نورث ويست على نهر ساسكاتشوان الأعلى وتجولت بين نهر ميسوري وبو، وما يسمى بقبيلة Staetan (المجموعة الأمريكية أو الجنوبية) المكونة من 40 تيبي (400 نسمة) الذين يعيشون على اتصال وثيق مع العصابات (التي ستصبح فيما بعد أراباهو الشمالية) وتجول في منابع فرع الذئب من نهر نورث بلات (لويس وكلارك 1806).
اكتسبت فينتريس كبيرة الخيول في منتصف القرن الثامن عشر. كان أقرب اتصال معروف لـ فينتريس كبيرة مع المستوطنين حوالي عام 1754 ، بين الشوكات الشمالية والجنوبية لنهر ساسكاتشوان. أدى التعرض لمرض الجدري إلى خفض أعدادهم بشدة في هذا الوقت. حوالي عام 1793 ، رداً على الهجمات التي شنتها مجموعة كري وأسينبوينس مسلحة تسليحاً جيداً، قامت مجموعات كبيرة من فينتريس كبيرة بإحراق موقعين تجاريين لشركة خليج هدسون كانتا توفران الأسلحة لقبائل Cree وأسينبوينس في ما يعرف الآن بساسكاتشوان.

### القرن ال 19
في عام 1832، اتصل جروس فينترس بالمستكشف وعالم الطبيعة الألماني الأمير ماكسيميليان. جنبا إلى جنب مع الرسام الطبيعي كارل بودمر رسم الأوروبيون صورًا وسجلوا اجتماعهم مع جروس فينتريس بالقرب من نهر ميسوري في مونتانا.
معسكر غروس فينتريس من البراري في الجزء العلوي من ولاية ميسوري. (حوالي عام 1832): رسم مائي لكارل بودمر من كتاب «ماكسيميليان أمير رحلات ويد في المناطق الداخلية لأمريكا الشمالية خلال الأعوام 1832-1834». انضم غروس فينتريس إلى اتحاد بلاكفوت. بعد التحالف مع بلاكفوت انتقلت غروس فينتريس إلى شمال وسط مونتانا وجنوب كندا. في عام 1855 أبرم إسحاق ستيفنز حاكم إقليم واشنطن معاهدة (Stat.، L.، XI، 657) لتوفير السلام بين الولايات المتحدة وقبائل بلاك فوت وفلاتهيد ونيز بيرس. وقع جروس فينتريس المعاهدة كجزء من كونفدرالية بلاكفوت التي أصبحت أراضيها بالقرب من منطقة ثري فورك أرضًا مشتركة للصيد لفلاتهيد ونيز بيرس وكوتيناي وهنود كرو. تضمنت منطقة الصيد المشتركة شمال نهر ميسوري في محمية فورت بيك الهندية أسينيبوين وسيو. في عام 1861، غادر جروس فينترس اتحاد بلاكفوت.
بالتحالف مع الغراب حارببيغ بلاك فوت فينترولكن في عام 1867، هُزموا.
في عام 1868، أنشأت حكومة الولايات المتحدة مركزًا تجاريًا يسمى فورت براونينغ بالقرب من مصب Peoples Creek على نهر ميلك. تم بناء هذا المركز التجاري لـ غروس فينتريس وأسينبوينس ولكن نظرًا لأنه كان على أرض صيد مفضلة لسيوكس فقد تم التخلي عنه في عام 1871. ثم قامت الحكومة ببناء حصن بلكناب الذي تم إنشاؤه على الجانب الجنوبي من نهر ميلك حوالي ميل واحد جنوب غرب موقع المدينة الحالي هارلم مونتانا. كان فورت بيك محطة فرعية حيث كان نصف الهيكل مركزًا تجاريًا. منزل كتلة يقف على يسار بوابة الحاجز. إلى اليمين كان مستودع ومبنى إصدار حيث تتلقى القبيلة حصصهم التموينية وبضائعهم السنوية.